# Aleksandr Grin
Aleksandr Grin, pseudonimo di Aleksandr Stepanovič Grinevskij (in russo Александр Степанович Гриневский, Грин?; Slobodskoj, 23 agosto 1880 – Staryj Krym, 7 luglio 1932), è stato uno scrittore russo.
Rappresentante della corrente letteraria di neo-romanticismo, ha scritto opere con forte valenza psicologica e filosofica, espressa nei testi dallo stile raffinato, carichi di elementi fantastici e simbolici. Un tratto distintivo della sua opera è l'ambientazione in un paese inesistente, denominato dal critico letterario K. l. Zelinskij "Grinlandia", che si ispira alla Crimea, dove lo scrittore visse gli ultimi dieci anni della sua vita. Questa fantastica terra d'oltremare è abitata da marinai, avventurieri e scienziati, le cui storie, piene di intrighi, si intrecciano in un susseguirsi di colpi di scena.

## Biografia
Nato a Slobodskoj (oblast' di Kirov) nella famiglia di Stefan Hryniewski, un polacco mandato in esilio al nord della Russia in seguito alla rivolta di gennaio del 1863. Da giovane, Grin tenta una carriera da marinaio, lavora come cercatore d'oro e muratore. Dopo aver partecipato alla prima guerra mondiale, si unisce al Partito Socialista Rivoluzionario, e per le attività sovversive viene arrestato e messo in prigione. Nel 1906, dopo aver pubblicato il suo primo racconto, viene mandato al confino in una zona remota del Governatorato di Tobolsk, da dove fugge per tornare a San Pietroburgo e vivere in clandestinità. Nel 1910 viene di nuovo arrestato  e spedito nella regione di Arсangelo. Dal 1910 al 1912 vive nel villaggio di Kegostrov.
Iniziando la sua carriera di scrittore nel 1906, Grin pubblica sei romanzi, circa 350 racconti raccolti in 24 collezioni, nonché numerose poesie e un'autobiografia.
Pur essendo stato un rivoluzionario nei suoi anni giovanili, dopo la Rivoluzione d'ottobre lo scrittore rifiuta la violenza del nuovo ordine sociale, e questo non giovò  alla sua carriera letteraria. Schivo di carattere e restio a unirsi a qualunque movimento letterario, pur essendo amato dai lettori, è sempre rimasto a margine della vita letteraria sovietica. La sua progressiva emarginazione si esprimeva non solo nel trasferimento in Crimea nel 1924, dovuto ai motivi di salute (tubercolosi), che lo portò lontano dalle capitali culturali del paese. Dopo il grande successo di cui godeva negli anni venti, le pubblicazioni diventano sempre più rare. Impossibilitati a guadagnarsi da vivere con la letteratura, lo scrittore e la moglie versavano nella povertà. Nel 1927 l'editore L. V. Volfson aveva iniziato la pubblicazione dell’opera omnia di Grin in quindici volumi presso la casa editrice "Vremia", ma dopo la pubblicazione dei primi otto volumi, l'editore fu arrestato dalla GPU e la pubblicazione si interruppe. Dal 1930 le ristampe di Grin furono vietate dalla censura sovietica, e gli fu concesso di pubblicare solo un libro all'anno. In questo periodo la sua vita è rallegrata dall'amicizia con il poeta Maksimilian Vološin, che viveva nella vicina Koktebel. Costretto a procurarsi da mangiare con la caccia, gravemente ammalato, Grin continuava a scrivere e a sperare in una pubblicazione. L'8 luglio 1932 Grin morì di tumore allo stomaco e fu sepolto al cimitero di Staryj Krym, in un punto dal quale si intravede in lontananza il mare.

## Eredità di Grin
Dopo la morte dello scrittore le sue opere hanno continuato a essere pubblicate fino al 1944, ma nel periodo della "lotta al cosmopolitismo" (1948-1953) i suoi libri sono stati tolti dalle biblioteche. A partire dal 1959, grazie agli sforzi di K. Paustovskij, J. Oleša e altri scrittori amici, il nome di Grin tornò a essere rispettato e i suoi libri venivano pubblicati con grandi tirature. Nel 1960 la vedova dello scrittore, Nina Grin, ha aperto un museo a lui dedicato nella casa di Staryj Krym dove avevano vissuto insieme. Nel 1970 un museo più ampio è stato inaugurato a Feodosia. Nel 1980, in occasione del centenario della nascita dello scrittore, è stato inaugurato un museo a Kirov.
Numerosi film e spettacoli teatrali sono basati sulle opere di Grin.
Dal 1968 a San Pietroburgo si svolge la festa di "Vele scarlatte", dedicata ai maturandi, in cui viene realizzata l'immagine di uno dei romanzi più celebri di Grin: un veliero dalle vele scarlatte che naviga sulla Neva.

## Romanzi
- Vele scarlatte (1916, pubblicato nel 1923)
- Il mondo scintillante (1924)
- La catena d'oro (1925)
- I tesori delle montagne africane (1925)
- Colei che corre sulle onde (1928)
- Jessi e Morghiana (1929)
- La strada verso il nulla (1930)
- L'intoccabile (non completata)

## Alcuni racconti
- Capitano Duc (1915)
- Le navi a Liss (1918, pubblicato nel 1922)
- Il cuore del deserto (1923)
- L'acchiappatopi (1924)
- Fandango (1927)
- La lampada verde (1930)

### Edizioni italiane
- Colei che corre sull'onda; Parenti, 1959
- Le vele scarlatte; Editori Riuniti, Roma, 1961 (ristampa 2020)
- L'acchiappatopi (trad. Anastasia Pasquinelli); Latina, L'Argonauta, 1998
- Fandango (trad. Anastasia Pasquinelli); Latina, L'Argonauta, 2000
- La terra e l'acqua (trad. Anastasia Pasquinelli); Slavia, 2003, n. 3